# Евальд Гюльзенбек
Евальд Гюльзенбек (нім. Ewald Hülsenbeck; 21 грудня 1919, Еннепеталь — 18 грудня 1944, Ла-Манш) — німецький офіцер-підводник, оберлейтенант-цур-зее крігсмаріне.

## Біографія
1 жовтня 1938 року вступив на флот. З березня 1941 року — офіцер роти 2-го навчального дивізіону підводних човнів. З червня 1941 року — 1-й вахтовий офіцер на підводному човні U-146. З 27 серпня по жовтень 1941 року — командир U-146. З 18 листопада 1941 року — 1-й вахтовий офіцер на U-704. В листопаді-грудні 1942 року пройшов курс командира човна. З грудня 1942 року — позаплановий вахтовий офіцер на U-121. З 9 лютого 1943 по 22 лютого 1944 року — командир U-121, з 13 квітня 1944 року — U-1209. 26 листопада вийшов у свій перший і останній похід. 18 грудня U-1209 наразився на мілину біля маяка Волф-Рок, був критично пошкоджений і затоплений екіпажем поблизу острову Сент-Меррі. 44 членів екіпажу врятувалися, 9  (включаючи Гюльзенбека) загинули.

## Звання
- Кандидат в офіцери (1 жовтня 1938)
- Морський кадет (1 липня 1939)
- Фенріх-цур-зее (1 грудня 1939)
- Оберфенріх-цур-зее (1 серпня 1940)
- Лейтенант-цур-зее (1 квітня 1941)
- Оберлейтенант-цур-зее (1 квітня 1942)